# Željeznička pruga Barča – Viljan
Željeznička pruga Barča – Viljan je željeznička prometna linija Mađarskih državnih željeznica (MÁV-a) br. 62. Prolazi područjem Ormánsága odnosno Baranje.
Dužina dionice je 101 km, a širina tračnica je 1435 mm.
Ograničenje brzine na ovoj pruzi je 60/40 km/h.